# Pomnik Karola Świerczewskiego w Poznaniu

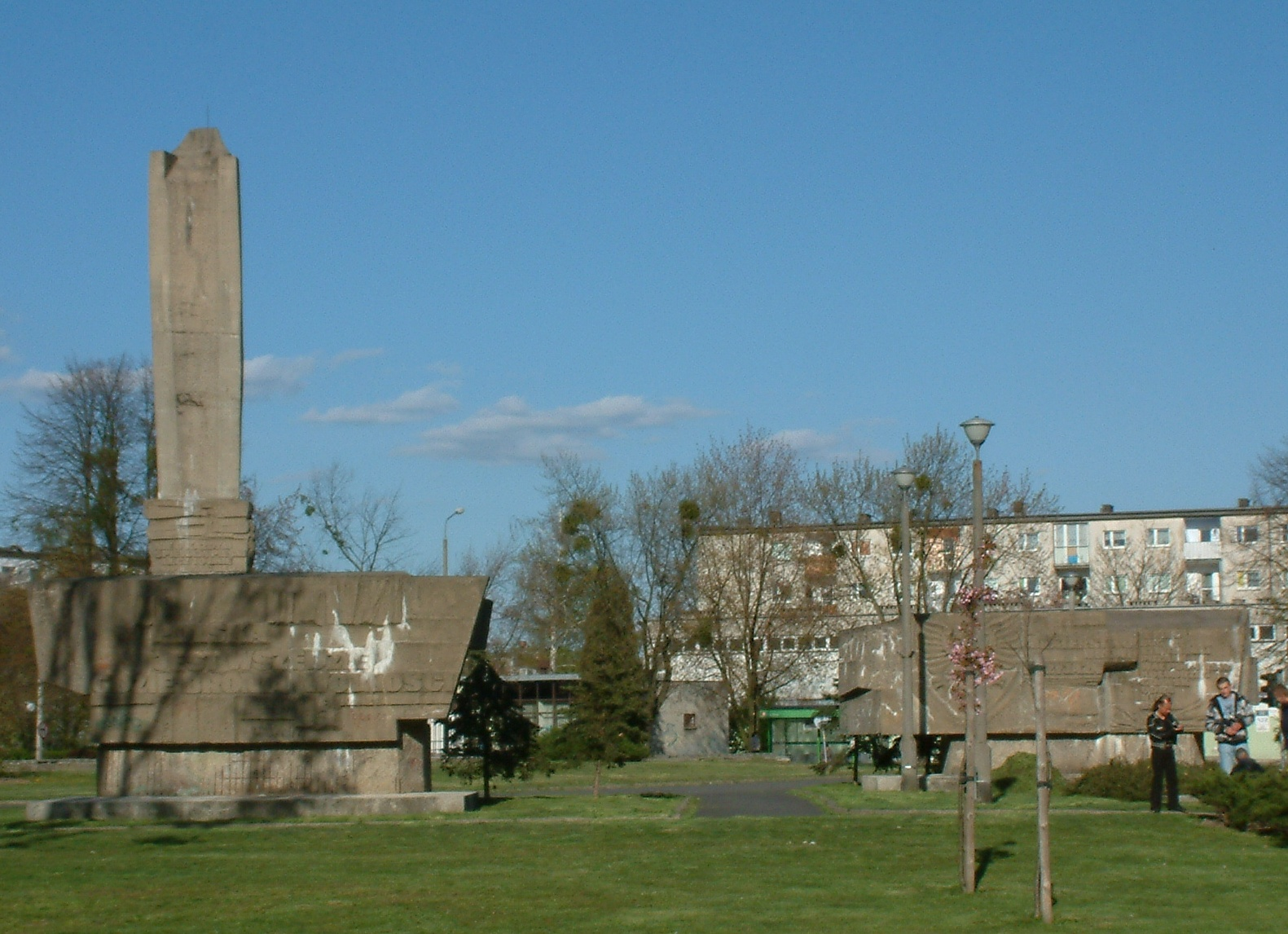
Stele

Pomnik Karola Świerczewskiego – modernistyczny pomnik istniejący od 1975 do 2009 w Poznaniu na  Osiedlu Karola Świerczewskiego (obecnie os. ks. Popiełuszki, przy ul. Grochowskiej). Upamiętniał gen. Karola Świerczewskiego Waltera.

## Opis dzieła
Całość założenia (pomnik, tereny zielone, sieć wodno-kanalizacyjną) zaprojektowano na powierzchni 7 140 m². Projektantami bryły pomnika byli Anna Krzymańska i Ryszard Skupin. Centralnym akcentem dość rozległego założenia pomnikowego była 18-metrowa bryła betonu w kształcie rękojeści bagnetu wbitego w ziemię. Towarzyszyły jej dwie stele ze scenami batalistycznymi z życia generała (generał Świerczewski wśród walczących Hiszpanów oraz generał Świerczewski wśród walczącego proletariatu). Na pierwszej był wyryty napis: Rok 1917. Wielka Rewolucja Październikowa / Braterstwo Broni, Przyjaźń, Lenino – Bug – Studzianki – Poznań – Wał Pomorski – Kołobrzeg – Gdańsk – Odra-Nysa – Berlin; na drugiej: Rok 1936. Hiszpania / Polska jest wszędzie gdzie bronią wolności (Józef Sułkowski). Na wysokości 3,10 m zainstalowany był poziomy cokół z elementami rzeźbiarskimi (płaskorzeźby orderów Budowniczy Polski Ludowej, Virtuti Militari, Krzyż Grunwaldu, Krzyż Walecznych).
Na licu pomnika widniał napis Generał Karol Świerczewski – Walter. Budowniczy Polski Ludowej. 1897-1947 oraz cytat z wiersza Władysława Broniewskiego:

Nie o każdym śpiewają pieśni
lecz to imię opiewać będą
ono potrafi się wznieść
ponad historię legendą

Otoczenie pomnika zaprojektował Jan Kopydłowski.

## Historia
Pomnik powstał z inicjatywy działaczy społecznych poznańskiego Grunwaldu. W 1968 utworzony został Społeczny Komitet Budowy Pomnika Karola Świerczewskiego w Poznaniu na którego czele stanął Zygmunt Piękniewski (po jego śmierci w 1969 - Zygmunt Węgrzyk). Towarzyszyli mu w Prezydium Komitetu: Jan Dobry, Stanisław Gębczyński, Zenon Werner, Bolesław Usarewicz, Tadeusz Wojciechowski, Marian Jakubowicz, Wacław Głowiński, Czesław Skrzypek. Komitet formalnie działał jako stowarzyszenie.
W styczniu 1975 położono fundamenty pod pomnik. Prace realizowały przedsiębiorstwa miejskie oraz mieszkańcy Grunwaldu w ramach czynów społecznych. Prace ukończono jesienią 1975. Komitet Budowy rozwiązano 29 grudnia 1975.

### Odsłonięcie
Na uroczystość odsłonięcia 11 października 1975 przybyli przedstawiciele Ministerstwa Obrony Narodowej, LWP, przedstawiciele władz szczebla wojewódzkiego i miejskiego, kombatanci i mieszkańcy Poznania. Przemawiali: Józef Cichowlas (członek Egzekutywy KW PZPR, I sekretarz Komitetu Dzielnicowego PZPR Poznań-Grunwald), Władysław Śleboda (prezydent miasta), gen. broni Tadeusz Tuczapski (wiceminister Obrony Narodowej, Główny Inspektor Obrony Terytorialnej). Gen. broni Tadeusz Tuczapski odsłonił pomnik pod którym chwilę później złożono kwiaty i wieńce. Zgromadzona publiczność odśpiewała Międzynarodówkę.
Po uroczystości, w Szkole Podstawowej nr 88 im. Gen. K. Świerczewskiego, odbyło się spotkanie z budowniczymi pomnika połączone z wręczeniem odznaczeń.

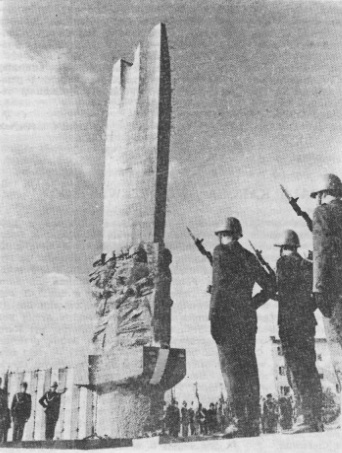
Przed uroczystością
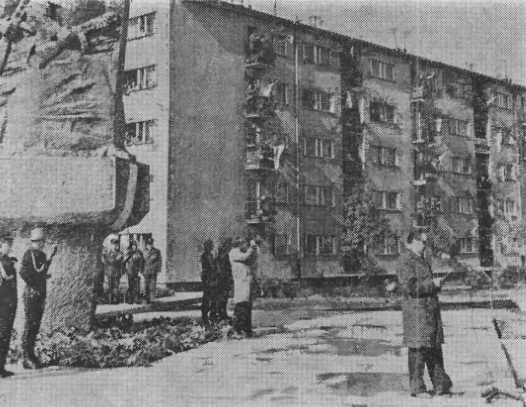
Przemówienie wygłasza Józef Cichowlas
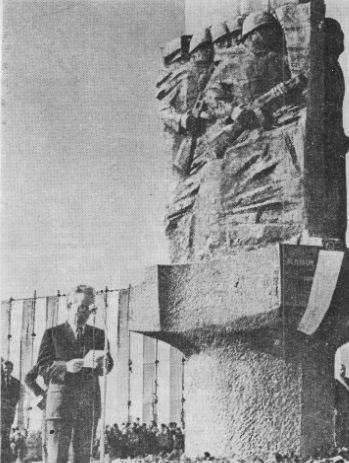
Przemówienie wygłasza Władysław Śleboda
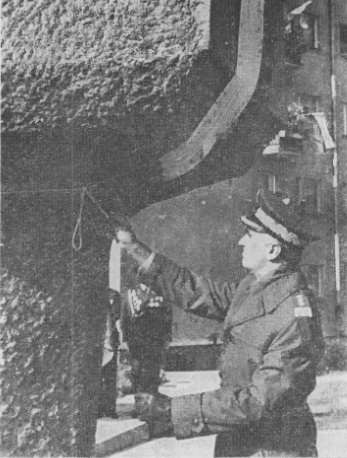
Aktu odsłonięcia pomnika dokonuje gen. broni Tadeusz Tuczapski
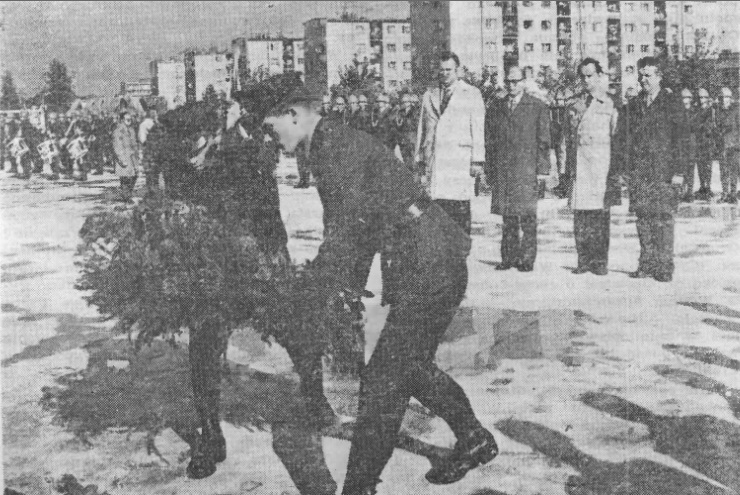
U stóp pomnika złożono wieńce i wiązanki kwiatów

### Wyburzenie
Pomnik zburzono 8 czerwca 2009. Najpierw został pocięty, a następnie przewrócony.
W sąsiedztwie miejsca, gdzie kiedyś stał pomnik, znajduje się kościół św. Jerzego.